# Peter Mygind

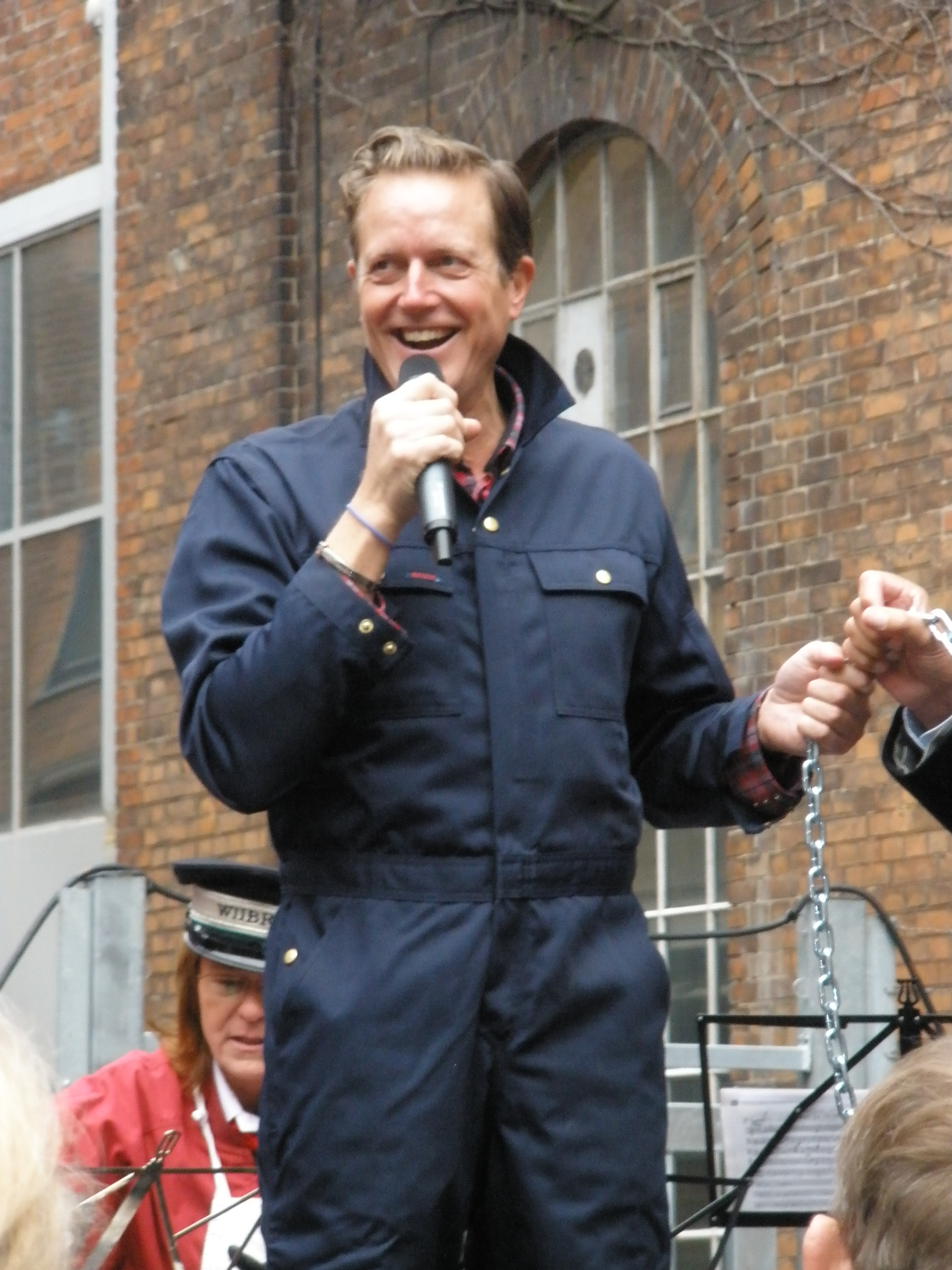
Peter Mygind bei der Eröffnung der Kulturværftet in Helsingør (2010)

Peter Mygind (* 28. August 1963 in Frederiksberg) ist ein dänischer Schauspieler.

## Leben
Peter Mygind ist der Sohn der dänischen Schauspielerin Jytte Abildstrøm. Er studierte von 1988 bis 1992 Schauspiel an der Statens Teaterskole. Bereits 1991 debütierte er in dem 1991 erschienenen und von Annelise Hovmand inszenierten dänischen Spielfilm Høfeber an der Seite von Frits Helmuth und Lisbet Dahl. In Deutschland ist er vor allen Dingen durch seine Arbeit in den beiden Fernsehserien Anna Pihl – Auf Streife in Kopenhagen und Borgen – Gefährliche Seilschaften bekannt geworden.
Seit dem 10. August 1996 ist Mygind mit der dänischen Dokumentarfilmerin und Drehbuchautorin Lise Mühlhausen verheiratet und hat zwei gemeinsame Kinder mit ihr.

## Filmografie (Auswahl)
- 1991: Høfeber
- 1994: Hospital der Geister (Riget) (Fernsehserie, 4 Episoden)
- 2001: Ein richtiger Mensch (Et rigtigt menneske)
- 2006–2008: Anna Pihl – Auf Streife in Kopenhagen (Anna Pihl, Fernsehserie, 30 Episoden)
- 2006: Das Genie und der Wahnsinn (Sprængfarlig bombe)
- 2008: Tage des Zorns (Flammen og Citronen)
- 2010–2013: Borgen – Gefährliche Seilschaften (Borgen, Fernsehserie, 15 Episoden)
- 2012: Kommissarin Lund (Forbrydelsen, Fernsehserie, 2 Episoden)
- 2013: Tatort – Borowski und der brennende Mann
- 2017: Private Banking (zweiteiliges Fernsehdrama)
- 2018: Das Joshua-Profil (Fernsehfilm)
- 2019: Last Christmas
- 2019: Darkness – Schatten der Vergangenheit (Den som dræber – Fanget af mørket, Fernsehserie, 8 Episoden)
- 2020: Mein Altweibersommer (Fernsehfilm)
- 2020: Unter anderen Umständen: Über den Tod hinaus
- seit 2020: Dan Sommerdahl – Tödliche Idylle (Sommerdahl, Fernsehserie)
- 2022: Borgen – Macht und Ruhm (Borgen – Riget, Magten og Æren, Fernsehserie, 7 Episoden)
- 2024: Verheißung: Der Grenzenlose (Den grænseløse)
- 2024: Neumatt (Fernsehserie, 8 Episoden)